# Mariana Pajón
Mariana Pajón (n. 10 octombrie 1991, Medellín, Columbia) este o ciclistă columbiană, medaliată olimpică. A participat la 2 ediții ale Jocurilor Olimpice (2012, 2016) în care a câștigat o medalie de aur.